# Ergomotricità
Con ergomotricità, secondo gli autori che nel 2004 hanno introdotto il termine in ambito medico scientifico, si intende una particolare tecnica di prevenzione che, partendo dal rischio posturale proprio di ogni attività umana (es. con particolare riguardo alle attività ed alle mansioni lavorative, nell'ambito della medicina del lavoro), individua i segmenti corporei maggiormente interessati e propone ai soggetti semplici esercizi muscolo-scheletrici compensatori mirati e ripetibili autonomamente, anche sul luogo di lavoro, per gestire l'equilibrio del proprio organismo.

## Ergonomia ed ergomotricità
L'ergonomia è la scienza che si occupa della progettazione delle attività umane , delle attrezzature e degli ambienti in cui si svolgono, rendendoli "su misura dell'individuo. Al centro è posto l'uomo; l'intervento preventivo è sull'ambiente e le attrezzature: prevenzione primaria che vede l'individuo passivo nel prevenire il possibile danno personale. I principi dell'ergonomia sono spesso inseriti nella legislazione italiana ed europea come un requisito minimo da rispettare (es. obbligo di organizzare e predisporre i posti di lavoro al computer in conformità ai requisiti minimi relativi a schermo, tastiera, mouse o dispositivo di puntamento, piano di lavoro, sedile di lavoro, supporti per computer portatili, ambiente; diritto/dovere di effettuare un'interruzione dell'attività al computer mediante pause o cambiamento di attività minime di 15 minuti ogni 2 ore).
L'ergomotricità pone al centro l'attività muscolo-scheletrica dell'uomo;. l'intervento preventivo è sull'individuo per riequilibrare/compensare il rischio posturale: prevenzione primaria che vede l'individuo attivo in prima persona nel prevenire il possibile danno personale. L'ergomotricità si applica ad una prospettiva umana per i problemi posturali, mentre l'ergonomia si applica agli aspetti tecnici e di design del layout in un ambiente.

## Obiettivi dell'ergomotricità
- Analisi degli effetti dell'attività muscolo-scheletrica sull'uomo a livello di salute, di prestazione e di comportamento.
- Definizione di semplici esercizi muscolo-scheletrici compensatori adeguati alle esigenze dell'attività ed alle capacità potenziali dell'individuo che viene ad essi addestrato, al fine di riequilibrare e preservare il suo benessere psico-fisico.
- Si pone come disciplina preventiva, avendo lo scopo di studiare come evitare l'insorgenza di effetti dannosi.
- Si integra a pieno nell'impegno per il miglioramento del benessere (wellness) e dell'invecchiamento attivo (active ageing).

## Ergomotricità in pratica
La pratica dell'ergomotricità comprende una formazione assistita all'autoapprendimento di specifici scompensi posturali da parte degli stessi individui. Non è "fare ginnastica", non è "fare stretching". 
I formatori di ergomotricità sono un medico del lavoro qualificato ed un fisioterapista esperto e/o un kinesiologo, che devono impegnarsi insieme per un programma educativo mirato ad uno specifico ambiente.
Condizioni per migliorare il proprio benessere personale con il metodo dell'ergomotricità sono:
- Conoscere il proprio corpo ed il suo funzionamento biomeccanico;
- Apprendere esercizi semplici compensativi e riequilibranti;
- Impegnarsi ad eseguire gli esercizi appresi durante sessioni di mantenimento (opportunità, ad es. mensile), dopo l'attività lavorativa (logico impegno, ad es. settimanale), durante il lavoro (volersi proprio bene, ad es. ogni giorno).

La pratica di ergomotricità è diversa dal frequentare una palestra dopo il tempo di lavoro e non è uno stretching "libero" nei luoghi di lavoro, così come è diversa dal fare esercizi fisici durante l'orario di ufficio.

## Esempi di applicazione
Le maggiori esperienze di applicazione si sono concentrate sull'efficace gestione preventiva personale del danno muscolo-scheletrico, con connesse conseguenze pratiche e di benessere, nel lavoro in ufficio (e in particolare nel settore terziario avanzato) e con guida di mezzi.